# Cartografia di Mercurio

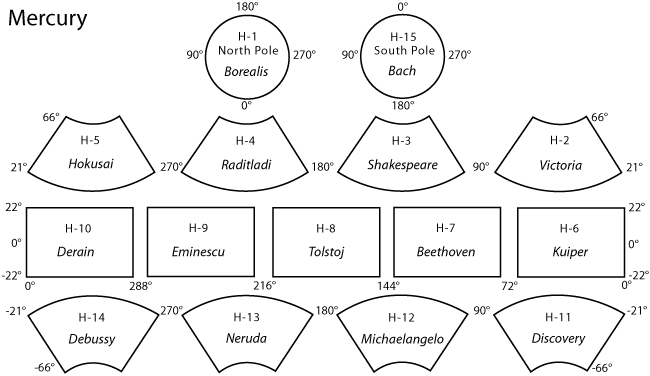
Le maglie di Mercurio.

Per la cartografia di Mercurio, l'Unione Astronomica Internazionale ha convenzionalmente suddiviso la superficie del pianeta secondo un reticolato, adatto ad una rappresentazione in scala 1:5.000.000, che definisce 15 maglie.
Le dimensioni delle maglie differiscono per numero di gradi di longitudine e latitudine coperti. Inoltre lungo i confini latitudinali le maglie si sovrappongono per 1 grado (nella versione precedente al 2011 si sovrapponevano per 5 gradi).
Complessivamente sono state definite cinque fasce di maglie. La prima, posta a cavallo dell'equatore, si estende tra i 22° S e i 22° N ed è suddivisa in cinque maglie di 72° di longitudine ciascuna. La seconda e la terza si estendono tra i 21° N/S e i 66° N/S e sono suddivise in quattro maglie di 90° di longitudine ciascuna. Per tutte queste fasce si è adottato come meridiano convenzionale per l'avvio della suddivisione in maglie quello posto a 0° E. Ciascuna delle altre fasce, che si estende oltre i 65° N/S, è composta dalla sola maglia circumpolare. 

## Cartografia moderna
L'attuale cartografia è il risultato dell'elaborazione delle immagini di dettaglio, ottenute tra il 2011 e il 2015 durante la missione MESSENGER, che sono andate ad integrare sia per qualità sia per copertura quelle ottenute tra il 1974 e il 1976 con i tre sorvoli ravvicinati compiuti dalla missione Mariner 10 e nel 2008 con il primo passaggio di MESSENGER. Il piano di volo scelto per la sonda Mariner-10 prevedeva un'orbita eliocentrica in risonanza 2:1 con quella di Mercurio: se da un lato questo permise, con costi marginali minimi, di aumentare il numero di sorvoli eseguibili, dall'altro comportava che questi avvenissero nel medesimo punto dell'orbita del pianeta il quale, avendo una risonanza 2:1 tra il proprio periodo di rotazione e di rivoluzione, si presentava illuminato sempre sul medesimo emisfero. Il primo e il terzo sorvolo avvennero sul lato scuro per cui fu possibile ottenere immagini della falce mercuriana solo in fase di avvicinamento e allontanamento. Complessivamente la Mariner-10 raccolse immagini del 45% della superficie con due sole maglie interamente mappate e quattro completamente inosservate. La sonda MESSENGER venne invece inserita in un'orbita ermeocentrica e poté osservare Mercurio con continuità per quattro anni raggiungendo la piena copertura delle riprese fotografiche il 6 marzo 2013.
Alle maglie del reticolato è stato assegnato un codice di tipo H-n, dove H è l'acronimo di Hermes, la divinità corrispondente di Mercurio nella mitologia greca, mentre n è il sequenziale assegnato alla maglia all'interno del reticolato. La numerazione delle maglie avviene da nord verso sud e da est verso ovest. Le maglie circumpolari sono di forma circolare. Ad ogni maglia è stato inoltre assegnato un nome ripreso da un elemento topografico di rilievo che si trova nella maglia. La denominazione delle maglie è variata nel tempo con il progredire della conoscenza della superficie. Inizialmente i nomi facevano riferimento alle albedo storicamente definite da Eugène Michel Antoniadi e successivamente normalizzate dall'IAU; dopo la missione di Mariner-10, nove maglie per cui erano stati acquisite immagini per significative porzioni vennero ribattezzate; le ultime sei vennero ribattezzate nel 2011 quando MESSENGER rese disponibili le prime immagini ravvicinate.

## Cartografia storica
I primi tentativi di disegnare una mappa della superficie di Mercurio risalgono a Giovanni Schiaparelli, tuttavia furono prima Percival Lowell nel 1896 e poi Eugène Michel Antoniadi nel 1934 i primi a produrne una in cui le caratteristiche venivano identificate con un nome. In particolare fu la nomenclatura di Antoniadi ad imporsi nell'uso comune degli osservatori.
Tutti questi lavori, che già soffrivano dei limiti impliciti della tecnologia di osservazione allora disponibili, erano inficiati dalla convinzione, che si dimostrò poi essere errata, che Mercurio fosse in rotazione sincrona con il Sole mostrando sempre illuminato lo stesso emisfero.
Anche quando nel 1965 fu compreso il vero periodo di rotazione di Mercurio, non si poterono comunque ottenere mappe precise ma solo una convenzionale denominazione delle principali albedo per i cui nomi la IAU riprese i nomi delle mappe di Antoniadi.
| Schiaparelli | Lowell | Antoniadi | IAU |
| ------------ | ------ | --------- | --- |
|              |        |           | .   |

## Dettaglio
| Nome                | Codice | Eponimo              | Limiti                                        | Note                                                         | Immagine |
| ------------------- | ------ | -------------------- | --------------------------------------------- | ------------------------------------------------------------ | -------- |
| Maglia Borealis     | H-1    | Borealis Planitia    | Latitudine: 65°N-90°N Longitudine: 0°-360°W   | Precedentemente chiamata Borea e temporaneamente Goethe.     | .        |
| Maglia Victoria     | H-2    | Victoria Rupes       | Latitudine: 21°N-66°N Longitudine: 0°-90°W    | Precedentemente chiamata Aurora.                             | .        |
| Maglia Shakespeare  | H-3    | cratere Shakespeare  | Latitudine: 21°N-66°N Longitudine: 90°-180°W  | Precedentemente chiamata Caduceata.                          | .        |
| Maglia Raditladi    | H-4    | cratere Raditladi    | Latitudine: 21°N-66°N Longitudine: 180°-270°W | Precedentemente chiamata Liguria.                            |          |
| Maglia Hokusai      | H-5    | cratere Hokusai      | Latitudine: 21°N-66°N Longitudine: 270°-360°W | Precedentemente chiamata Apollonia.                          |          |
| Maglia Kuiper       | H-6    | cratere Kuiper       | Latitudine: 22°S-22°N Longitudine: 0°-72°W    | Precedentemente chiamata Tricrena.                           |          |
| Maglia Beethoven    | H-7    | cratere Beethoven    | Latitudine: 22°S-22°N Longitudine: 72°-144°W  | Precedentemente chiamata Solitudo Lycaonis.                  |          |
| Maglia Tolstoj      | H-8    | cratere Tolstoj      | Latitudine: 22°S-22°N Longitudine: 144°-216°W | Precedentemente chiamata Phaethontias e temporaneamente Tir. |          |
| Maglia Eminescu     | H-9    | cratere Eminescu     | Latitudine: 22°S-22°N Longitudine: 216°-288°W | Precedentemente chiamata Solitudo Criophori.                 |          |
| Maglia Derain       | H-10   | cratere Derain       | Latitudine: 22°S-22°N Longitudine: 288°-360°W | Precedentemente chiamata Pieria.                             |          |
| Maglia Discovery    | H-11   | Discovery Rupes      | Latitudine: 66°S-21°S Longitudine: 0°-90°W    | Precedentemente chiamata Solitudo Hermae Trismegisti.        | .        |
| Maglia Michelangelo | H-12   | cratere Michelangelo | Latitudine: 66°S-21°S Longitudine: 90°-180°W  | Precedentemente chiamata Solitudo Promethei.                 |          |
| Maglia Neruda       | H-13   | cratere Neruda       | Latitudine: 66°S-21°S Longitudine: 180°-270°W | Precedentemente chiamata Solitudo Persephones.               |          |
| Maglia Debussy      | H-14   | cratere Debussy      | Latitudine: 66°S-21°S Longitudine: 270°-360°  | Precedentemente chiamata Cyllene.                            |          |
| Maglia Bach         | H-15   | cratere Bach         | Latitudine: 90°S-65°S Longitudine: 0°-360°W   | Precedentemente chiamata Australia.                          | .        |